# Hecht-Hill-Lancaster
Hecht-Hill-Lancaster è stata una società di produzione cinematografica formata da Burt Lancaster in associazione con il suo agente, Harold Hecht, e James Hill. Nel 1948 Lancaster e Hecht formarono la Norma Productions (nome della moglie), che poi divenne Hecht-Lancaster. Hill entrò in società a metà anni '50.
Nel 1956 rinnovarono il contratto con la United Artists. Nel 1957 annunciarono che avrebbero prodotto film nell'anno successivo per 14 milioni di US$.

## Filmografia
- Kiss the Blood Off My Hands (1948), Norma Productions
- The Flame and the Arrow (1950), Norma Productions
- Ten Tall Men (1951), Norma Productions
- The Crimson Pirate (1952), Hecht-Lancaster
- Apache (1954), Hecht-Lancaster
- Vera Cruz (1954), Hecht-Lancaster
- Marty (1955), Hecht-Lancaster
- The Kentuckian (1955), Hecht-Lancaster
- Trapeze (1956), Hecht-Hill-Lancaster
- The Bachelor Party (1957), Hecht-Hill-Lancaster
- Sweet Smell of Success (1957), Hecht-Hill-Lancaster
- Run Silent, Run Deep (1958), Hecht-Hill-Lancaster
- Cry Tough (1958), Canon Productions
- Separate Tables (1958), Hecht-Hill-Lancaster
- Take a Giant Step (1959), Hecht-Hill-Lancaster
- The Rabbit Trap (1959), Canon Productions
- Summer of the Seventeenth Doll (1959), Hecht-Hill-Lancaster
- The Devil's Disciple (1959), Hecht-Hill-Lancaster
- The Unforgiven (1960), Hecht-Hill-Lancaster
- The Young Savages (1961)
- Birdman of Alcatraz (1962), Norma Productions

### Non realizzati
- Bandoola
- Colonel Redl
- First Love
- The Dreamers
- Tall Dark Man
- The Hitchhiker
- The Catbird Seat
- Tell It on the Drums
- The Rock Cried Out
- Kimberley
- Blaze of the Sun